# Fearless Hyena
Fearless Hyena (笑拳怪招) är en Hongkong-film från 1979 skriven och regisserad av Jackie Chan och Kenneth Tsang. I huvudrollerna ses Jackie Chan som den rastlöse Heng Lung och James Tien som hans farbror Cheng Peng-Fei.

## Handling
Heng Lung bor hos sin farbror Chen Peng-Fei som tränar honom i ett kung fu-system tillhörande Xinyie-klanen. Det måste hållas hemligt för att Qing-regeringen, med Kung fu-mästaren Yen Tien Fa i spetsen, vill förgöra klanen. Men Heng Lung är otålig och tar inte träningen eller farbroderns vädjan om att hålla kunskapen hemlig på så stort allvar. Han söker jobb och efter ett misslyckat försök som försäljare av likkistor öppnar sig möjligheten för honom att tjäna snabba och stora pengar på sin exceptionella kung fu. Detta leder i förlängningen till att Yen Tien Fa finner Peng-Fei och dödar honom. Heng Lung blir vittne till detta tillsammans med Åttabente Qilin - en gammal god vän till Peng-Fei som också tillhör Xinyie-klanen. Heng svär hämnd och Qilin börjar träna honom för att bli tillräckligt duktig. Han får lära sig en ny teknik som är baserad på fyra grundläggande känslor. 
Lycka — slug och gäckande teknik som leker med motståndarens känslor.
Melankoli — för att störa och hindra motståndaren från att samla styrka.
Glädje — retar upp motståndaren och visar ingen som helst rädsla. 
Ilska — med en aggression så att motståndaren inte har en chans att försvara sig.

## Om filmen
Filmen håller högt tempo och de intensiva kampscenerna är mycket fantasifulla med välkoordinerade och långa klipp. Filmen innehåller mycket som påminner om Jackie Chans tidigare filmer Drunken Master och Snake in Eagle's Shadow.

## Höjdpunkter
- Långstavssparring mellan Peng-fei och Heng Lung
- Heng klär ut sig till kvinna och besegrar en utmanare
- Åttabente Qilin och Heng Lung bråkar om en bit kött med ätpinnar
- Träningsmomenten som Heng genomgår med Qilin
- Slutkampen där Heng Lung utövar känslosam kung fu

## Rollista (urval)
| Jackie Chan  | – Heng Lung       |
| James Tien   | – Chen Peng-Fei   |
| Yen Shi-kwan | – Yen Tien Fa     |
| Hui Lou Chen | – Åttabente Qilin |